# Sten Levander
Sten Einar Levander, född 28 november 1939, är en svensk tidigare psykiatriker, psykoterapeut och professor emeritus i psykiatri i Lund och professor emeritus i rättspsykiatri och allmänpsykiatri i Trondheim. Levander har tidigare varit ledamot av Socialstyrelsens rättsliga råd och är känd som sakkunnig i flera uppmärksammade rättsfall. Levander förlorade sin läkarlegitimation 2019 efter att bedömts ha missbrukat sin behörighet att förskriva narkotikaklassade läkemedel.

## Biografi
Sten Levander blev legitimerad läkare 1971, fil. kand. i psykologi, matematik och filosofi 1972, specialist i allmänpsykiatri och rättspsykiatri 1978 samt disputerade vid Karolinska institutet i Solna 1979 på avhandlingen Psychophysiological differentiation within criminal groups: an approach to the study of psychopathy.
Utöver de medicinska och filosofiska utbildningarna är Levander universitetsutbildad psykolog, legitimerad psykoterapeut (psykodynamisk psykoterapi), universitetsutbildad maskiningenjör och universitetsutbildad musiker (klassisk gitarr).[källa behövs]
Han var verksam som professor i psykiatri vid Lunds universitet 1989–2006 och kliniskt aktiv på heltid 1966–2008, inom såväl sluten som öppenvård fördelat lika på allmänpsykiatri och rättspsykiatri. Hans sista fasta heltidstjänst var som överläkare på Universitetssjukhuset MAS i Malmö vid Rättspsykiatriska kliniken. Levander är också en välkänd debattör i frågor om psykiatrisk vård och är en av de starkaste kritikerna av vad han beskriver som den svenska psykiatrins vetenskapliga, medicinska och moraliska kollaps. Om detta skriver han i Almedalsmanifestet från 2014. 
Sten Levander är engagerad i arbetet med att etablera en fungerande ny medicinsk bedömning (second opinion) i svensk psykiatri, i enlighet med rättigheterna i Patientlagen, som trädde i kraft 1 januari 2015.[källa behövs]

### Kritik från IVO
Efter anmälan från Inspektionen för vård och omsorg (IVO) beslutade Hälso- och sjukvårdens ansvarsnämnd (HSAN) i september 2019 att Levanders läkarlegitimation skulle dras in, eftersom han under lång tid skrivit ut omotiverat stora mängder narkotiska läkemedel och förstört journalanteckningar. Levander beskrev i samband med detta Inspektionen för vård och omsorg som ”en kontrollmyndighet som löpt amok”.
Levander överklagade sedan indragningen. I augusti 2020 avslog Högsta förvaltningsdomstolen slutgiltigt hans överklagande.

### Familj
Sten Levander är gift med Marie Torstensson Levander, professor i hälsa och samhälle vid Malmö högskola. Han har flera barn i tidigare äktenskap.